# Saint-Jory-las-Bloux
Saint-Jory-las-Bloux è un comune francese di 258 abitanti situato nel dipartimento della Dordogna nella regione della Nuova Aquitania.

## Società

### Evoluzione demografica
Abitanti censiti